# Vicente Verdú
Vicente Verdú Maciá (Elche, 23 de octubre de 1942 - Madrid, 21 de agosto de 2018) fue un poeta, periodista y pintor español.

## Biografía
Doctor en Ciencias Sociales por la Universidad de París, fue jefe de las secciones de Opinión y Cultura del periódico El País, donde era columnista desde 1982. Anteriormente, escribió en Cuadernos para el Diálogo y en la Gaceta Ilustrada.
Era miembro de la Fundación Nieman para el Periodismo (Nieman Foundation for Journalism), de la Universidad Harvard.
Los últimos años los dedicó a la poesía y a la pintura. Falleció tras padecer una larga enfermedad.
Casado con Alejandra Ferrándiz (fallecida en 2003), ilicitana como él. Tuvieron tres hijos: Eduardo, Juan y Sole, y cuatro nietos.

## Premios
A lo largo de su carrera, fue galardonado con diversos premios:
- Premio Anagrama de Ensayo (1996) por El planeta americano.[4]
- Premio González-Ruano de periodismo (1996).
- Premio Nacional de Periodismo Miguel Delibes (1997) por su artículo La vista sorda, publicado en El País el 30 de octubre de 1997.
- Premio Espasa de Ensayo (1998) por Señoras y señores.[5]

## Obras publicadas
- Si usted no hace regalos le asesinarán (Barcelona: Anagrama, 1971)
- con Alejandra Ferrándiz: Noviazgo y matrimonio en la burguesía española (Madrid: Cuadernos para el Diálogo, 1974)
- Las solteronas (Barcelona: Dopesa, 1978)
- El fútbol: mitos, ritos y símbolos (Madrid: Alianza Editorial, 1980)
- Sentimientos de la vida cotidiana (Madrid: Ediciones Libertarias, 1984)
- Domicilios (Madrid: Ediciones El País, 1987)
- Héroes y vecinos (Barcelona: Anagrama, 1989)
- Días sin fumar (Barcelona: Anagrama, 1988), finalista del Premio Anagrama de Ensayo
- Poleo menta (Alicante: Instituto de Cultura Juan Gil-Albert, 1990)
- El éxito y el fracaso (Madrid: Temas de Hoy, 1991)
- Nuevos amores, nuevas familias (Barcelona: Tusquets, 1992)
- El planeta americano (Barcelona: Anagrama, 1996)
- Emociones (Madrid: Taurus, 1997)
- Señoras y señores: Impresiones desde los 50 (Madrid: Espasa, 1998)
- China Superstar (Madrid: Ediciones El País, 1998)
- Cuentos de matrimonios (Barcelona: Anagrama, 2000)
- Últimas páginas (Murcia: Nausícaä, 2003)
- El estilo del mundo: la vida en el capitalismo de ficción (Barcelona: Anagrama, 2003)
- Yo y tú, objetos de lujo (Barcelona: Debate, 2005)
- Passé composé (Madrid: Alfaguara, 2008)
- No ficción (Barcelona: Anagrama, 2008)
- El capitalismo funeral (Barcelona: Anagrama, 2009)
- La ausencia: el sentir melancólico en un mundo de pérdidas (Madrid: La Esfera de los Libros, 2011)
- Apocalipsis Now (Barcelona: Península, 2012)
- La hoguera del capital: Abismo y utopía a la vuelta de la esquina (Madrid: Temas de Hoy, 2012)
- Enseres domésticos Amores, pavores, sujetos y objetos encerrados en casa (Barcelona: Anagrama, 2014)
- Celebración de la pintura (Madrid: Machado Libros, 2017)
- La muerte, el amor y la menta (Madrid: Bartleby Editores, 2018)
- Tazas de caldo (Barcelona: Anagrama, 2018)